# هالتون شرقی
هالتون شرقی (به انگلیسی: East Halton) یک روستا و محله مدنی در بریتانیا است که در North Lincolnshire واقع شده‌است. هالتون شرقی ۶۲۶ نفر جمعیت دارد.